# Gihororo (periodiskt vattendrag i Karuzi)
Gihororo är ett periodiskt vattendrag i Burundi.   Det ligger i provinsen Karuzi, i den centrala delen av landet, 80 kilometer öster om huvudstaden Bujumbura.
Omgivningarna runt Gihororo är en mosaik av jordbruksmark och naturlig växtlighet. Runt Gihororo är det ganska tätbefolkat, med 230 invånare per kvadratkilometer.